# Yas Marina Circuit
Yas Marina Circuit – tor wyścigowy w Abu Zabi w Zjednoczonych Emiratach Arabskich.
Tor ma długość 5,554 km i od sezonu 2009 odbywają się na nim wyścigi między innymi Formuły 1. Grand Prix na wyspie Yas kończyło sezon 2009 (odbył się 1 listopada 2009 roku). Zwycięzcą tego wyścigu został Niemiec Sebastian Vettel z zespołu Red Bull Racing, który również zdobył rekord okrążenia. Wynosi on 1:40.279.
Koszt budowy toru osiągnął kwotę 1 miliarda dolarów. 17 lutego 2010 roku ogłoszono, iż dotychczasowy właściciel obiektu – Aldar sprzedał tor rządowi Abu Zabi.

## ZwycięzcyGrand Prix Abu Zabi Formuły 1na torze Yas Marina
| Sezon | Kierowca         | Zespół           |        |
| ----- | ---------------- | ---------------- | ------ |
| 2009  | Sebastian Vettel | Red Bull-Renault | Wyniki |
| 2010  | Sebastian Vettel | Red Bull-Renault | Wyniki |
| 2011  | Lewis Hamilton   | McLaren-Mercedes | Wyniki |
| 2012  | Kimi Räikkönen   | Lotus-Renault    | Wyniki |
| 2013  | Sebastian Vettel | Red Bull-Renault | Wyniki |
| 2014  | Lewis Hamilton   | Mercedes         | Wyniki |
| 2015  | Nico Rosberg     | Mercedes         | Wyniki |
| 2016  | Lewis Hamilton   | Mercedes         | Wyniki |
| 2017  | Valtteri Bottas  | Mercedes         | Wyniki |
| 2018  | Lewis Hamilton   | Mercedes         | Wyniki |
| 2019  | Lewis Hamilton   | Mercedes         | Wyniki |
| 2020  | Max Verstappen   | Red Bull-Honda   | Wyniki |
| 2021  | Max Verstappen   | Red Bull-Honda   | Wyniki |
| 2022  | Max Verstappen   | Red Bull Racing  | Wyniki |
| 2023  | Max Verstappen   | Red Bull Racing  | Wyniki |
| 2024  | Lando Norris     | McLaren          | Wyniki |